# Шлупп, Джефф
Дже́ффри (Джефф) Шлупп (нем. и англ. Jeff Schlupp; родился 23 декабря 1992 года в Гамбурге, Германия) — немецкий и ганский футболист, левый защитник английского клуба «Норвич Сити». Выступал за сборную Ганы.

## Ранние годы
Джефф Шлупп родился в Гамбурге, Германия, в семье ганцев. Когда Джефф ещё был ребёнком, он с семьёй переехал в Англию.

## Клубная карьера
Джеффри — воспитанник молодёжной академии «Лестер Сити». В сезоне 2010/11 главный тренер «Лестера» Паулу Соуза включил Джеффа в основной состав под номером «31». 14 марта 2011 года Шлупп подписал с клубом контракт до 2013 года.

### Аренда в «Брентфорде»
В марте 2011 года Шлупп отправился в аренду в клуб «Брентфорд». 15 марта дебютировал за «пчёл» в матче против «Хаддерсфилд Таун». 25 марта впервые в профессиональной карьере вышел в стартовом составе в матче против «Карлайл Юнайтед». В этой игре он отметился двумя голами, благодаря которым «Брентфорд» одержал победу со счётом 2:1. В следующем матче Шлупп снова был включён в стартовый состав, и вновь отметился забитым мячом, на этот раз — в ворота «Шеффилд Уэнсдей» (матч завершился победой «Брентфорда» со счётом 3:1).
3 апреля Шлупп вышел в стартовом составе «Брентфорда» на финальный матч Трофея Футбольной лиги, сыграв в нём полные 90 минут. В этом матче он один раз попал в штангу. «Брентфорд» проиграл «Карлайлу» со счётом 1:0.
14 апреля клуб продлил аренду до окончания сезона 2010/11.

#### «Лестер Сити»
Перед началом сезона 2011/12 Шлупп вернулся в «Лестер Сити». Он принял участие в предсезонном турне команды по Швеции, часто выступая на позиции левого крайнего защитника. В клубе он получил футболку с номером «27». В первом же матче сезона он сделал хет-трик в ворота «Ротерем Юнайтед» в матче Кубка Футбольной лиги 9 августа, став первым игроком «Лестер Сити», сделавшим хет-трик в дебютном матче с 1945 года. 13 августа Джеффри дебютировал в Чемпионшипе в матче против «Рединга». 1 октября забил свой первый гол в Чемпионшипе в матче против «Дерби Каунти» (4:0). 13 марта 2012 года Шлупп забил свой второй гол в лиге и 4000-й гол «Лестер Сити» в домашней игре, в матче против «Бирмингем Сити».
В январе 2013 года Джефф отправился на просмотр в «Манчестер Юнайтед». В феврале срок просмотра игрока был продлён. 25 февраля Джефф дебютировал за команду «Манчестер Юнайтед» до 21 года в матче против молодёжной команды «Ливерпуля», сыграв на позиции единственного нападающего. В этой встрече резервисты «Манчестер Юнайтед» одержали верх над игроками «Ливерпуля» со счётом 1:0.

## Карьера в сборной

### Германия
Шлупп выступал за сборную Германии до 19 лет.

### Гана
7 ноября 2011 года Шлупп получил вызов в основную сборную Ганы на матчи против Сьерра-Леоне и Габона. 15 ноября дебютировал в составе сборной в матче против Габона, выйдя на замену Принсу Таго.

## Статистика выступлений
Данные приведены по состоянию на 9 февраля 2013 года
| Клуб             | Сезон            | Дивизион         | Лига | Лига | Кубок Англии | Кубок Англии | Кубок лиги | Кубок лиги | Прочие | Прочие | Итого | Итого |
| Клуб             | Сезон            | Дивизион         | Игры | Голы | Игры         | Голы         | Игры       | Голы       | Игры   | Голы   | Игры  | Голы  |
| ---------------- | ---------------- | ---------------- | ---- | ---- | ------------ | ------------ | ---------- | ---------- | ------ | ------ | ----- | ----- |
| Лестер Сити      | 2010/11          | Чемпионшип       | 0    | 0    | 0            | 0            | 0          | 0          | –      | –      | 0     | 0     |
| Брентфорд        | 2010/11          | Первая лига      | 9    | 6    | 0            | 0            | 0          | 0          | 1      | 0      | 10    | 6     |
| Лестер Сити      | 2011/12          | Чемпионшип       | 21   | 2    | 2            | 0            | 3          | 4          | –      | –      | 26    | 6     |
| Лестер Сити      | 2012/13          | Чемпионшип       | 8    | 0    | 0            | 0            | 1          | 0          | –      | –      | 9     | 0     |
| Лестер Сити      | Итого            | Итого            | 24   | 2    | 1            | 0            | 4          | 4          | –      | –      | 29    | 6     |
| Всего за карьеру | Всего за карьеру | Всего за карьеру | 34   | 8    | 1            | 0            | 4          | 4          | 1      | 0      | 39    | 12    |

## Командные достижения
«Брентфорд»
- Финалист Трофея Футбольной лиги: 2010/11

«Лестер Сити»
- Чемпион Футбольной лиги Англии: 2013/14
- Чемпион Премьер-лиги (1): 2015/16

## Личные достижения
- Игрок года в молодёжной академии «Лестер Сити»: 2010/11